# Jean Siegfried
Jean Siegfried (Ginebra, 24 de febrero de 1931 - 16 de abril de 2014) fue un neurocirujano suizo. Pasó la mayor parte de su carrera en Zúrich, donde fue pionero en la cirugía estereotáctica. A principios de los años 60, comenzó a experimentar con la cirugía estereotáctica en el Hospital universitario de Zúrich, jubilándose en el 2001. Fue galardonado con la Otfrid Foerster Medal en 2003.